# Metroid Prime
Vous lisez un « article de qualité » labellisé en 2016.
Metroid Prime est un jeu vidéo d'action-aventure en vue à la première personne de la série Metroid, développé par Retro Studios en collaboration avec Nintendo et édité par ce dernier sur GameCube en novembre 2002 en Amérique du Nord, en février 2003 au Japon, puis en mars 2003 en Europe. Premier jeu de la trilogie débutant la série Prime, il suit Super Metroid et marque un tournant dans la série, étant le premier jeu Metroid en trois dimensions.
Metroid Prime prend place dans l'univers fictif de Metroid, dont les évènements se déroulent entre le jeu original Metroid et Metroid II: Return of Samus. La planète Tallon IV, qui a précédemment accueilli la race des Chozos, a été infectée par le phazon amené par une météorite. Plus tard, les Pirates de l'espace colonisent la planète et tentent de maîtriser la puissance du minerai, en vain. Samus Aran intercepte un message de détresse qui l'oblige à explorer la planète afin de récupérer ses équipements et dans le but d'éradiquer les menaces que sont les Pirates de l'espace, les métroïdes et divers monstres mutés au phazon.
Metroid Prime reprend le même gameplay que les précédents épisodes de la série principale, transposé dans un univers en trois dimensions. Il repose sur le déblocage progressif des équipements, des armes et des zones, ce qui permet au joueur d'avancer de plus en plus profondément dans les lignes adverses tout en affrontant des ennemis de plus en plus puissants. Alliant une vue à la première personne, un personnage dirigé avec un seul stick et une visée automatique, il mélange des phases de jeu d'action et des phases d'exploration. De plus, certaines séquences se jouent en boule morphing dans une vue à la troisième personne et parfois en deux dimensions, le gameplay s'apparentant alors à du jeu de labyrinthe ou à du jeu d'infiltration.
Le développement de Metroid Prime revêt un caractère exceptionnel car il est la première collaboration majeure de Nintendo avec une entreprise externe. Retro Studios, affiliée à Nintendo, et dont les équipes subissent une ambiance paranoïaque peu propice à la qualité, commence dès 1999 à développer quatre jeux pour GameCube. Cependant, Nintendo s'aperçoit lors d'une visite dans les locaux qu'aucun des jeux présentés ne fonctionne. Nintendo confie cependant à Retro Studios le développement d'une suite à Super Metroid. À partir de ce moment-là, Nintendo reprend les rênes, puis dirige les opérations depuis le Japon. Si le travail artistique et la programmation sont exécutés par Retro Studios, le développement global est totalement sous contrôle de Nintendo. Shigeru Miyamoto est très impliqué dans le projet et Kensuke Tanabe influe fortement sur le développement, Yoshio Sakamoto ne contrôlant que la cohérence de la création avec la série déjà en place. Retro Studios s'inspire directement de Super Metroid, en reprenant quasiment tous ses éléments, mais quelques nouveautés apparaissent. Metroid Prime intègre un nouveau système de viseurs, qui devient un élément clef du gameplay, et qui permet de scanner des éléments du jeu et ainsi en apprendre plus sur le contexte historique du jeu, d'adopter une vision infrarouge ou radioscopique. Il propose également une nouvelle phase de jeu qui consiste à retrouver douze artéfacts disséminés dans le monde ouvert. La bande son est quant à elle réalisée par Nintendo, notamment Kenji Yamamoto.
Metroid Prime est unanimement acclamé par la presse comme par les fans lors de sa sortie et reçoit des critiques dithyrambiques. Il reste l'un des jeux vidéo les mieux notés. C'est également un succès commercial avec plus de deux millions d'exemplaires vendus dans le monde, ce qui en fait une des meilleures ventes de jeu Nintendo sur la console GameCube. La transposition de la franchise en trois dimensions, des graphismes superbes fourmillants d'effets visuels, de lumière et de textures détaillées pourtant sans bump mapping et le respect des marqueurs de la série, tout comme l'équilibre entre l'action et la recherche sont autant de points positifs soulevés pas les journalistes spécialisés. Il reçoit toutefois quelques critiques négatives partagées, lui reprochant l'obligation de repasser dans des lieux déjà visités, ainsi qu'une bande son inégale. Le jeu reçoit de nombreuses distinctions de la part de la presse spécialisée et plusieurs récompenses dont le Game Critics Awards lors de l'Electronic Entertainment Expo de 2002 et l'Achievement Awards du Console First-Person Action Game of the Year lors du 6e Interactive Achievement Awards de 2003.
Metroid Prime connaît deux suites directes, Metroid Prime 2: Echoes, sorti en novembre 2004 sur GameCube, et Metroid Prime 3: Corruption, sorti en août 2007 sur la Wii. Le jeu ressort en février 2009 sur Wii au Japon dans la gamme appelée Nouvelle Façon de jouer ! avec des graphismes améliorés au niveau des capacités de la Wii et les contrôles sont adaptés à la Wiimote et au Nunchuk. Il est republié en version améliorée dans la compilation Metroid Prime: Trilogy en 2009 en Amérique du Nord et en Europe. Une version remastérisée est proposée en 2023 sur Nintendo Switch. Plusieurs jeux dérivés sortent, notamment sur la console portable Nintendo DS. Metroid Prime Pinball, une adaptation en jeu vidéo de flipper sort en 2005. Metroid Prime Hunters sort en 2006. Metroid Prime: Federation Force sort à partir d'août 2016 sur Nintendo 3DS. Lors de l'E3 2017, un nouvel épisode est annoncé dans la série Prime, intitulé Metroid Prime 4.

## Trame

### Univers et contexte
Metroid Prime est le premier volet de la trilogie débutant la série Prime, dont les évènements se déroulent entre le jeu original Metroid et Metroid II: Return of Samus,. Il accorde une plus grande importance à l'intrigue que les jeux précédents de la série. Un viseur d'analyse inclus dans l'équipement de Samus Aran permet notamment de scanner la plupart des objets, d'apprendre le contexte historique et de bénéficier d'informations sur l'environnement, le peuple Chozo ou les Pirates de l'espace.
Les Chozos sont des créatures très spirituelles, dotées d'une technologie très avancée et ressemblant à des oiseaux, qui a pu progresser grâce à de nombreuses découvertes technologiques et scientifiques. Ils ont largement partagé leurs connaissances dans l'univers, transmettant leur savoir à divers peuples primitifs. Cependant, alors que leur civilisation atteint l'apogée technologique, ils sentent leur spiritualité leur échapper et entrevoient la future prédominance du mal et le déclin de leur race. Horrifiés par un éventuel état de violence généralisé, les Chozos s'installent sur Tallon IV, une planète dénuée de toute technologie, en respect et en symbiose avec la faune et la flore locales. Cependant, après une longue période de prospérité, une météorite frappe la planète et la contamine avec une substance appelée phazon qui détruit la quasi-totalité de la vie, provoquant d'atroces mutations aux êtres vivants les plus résistants. Les Chozos tentent en vain de maîtriser les pouvoirs destructeurs du phazon grâce à leur savoir et leur technologie. Mais la seule solution qu'ils trouvent est de construire un temple au-dessus du cratère d'impact, suffisamment puissant pour contenir les effets du phazon. Persuadés qu'un sauveur viendra un jour, ils quittent Tallon IV pour une destination inconnue, ne laissant derrière eux que des écrits relatant leur existence.
Par la suite, les Pirates de l'espace, des nomades intersidéraux, une espèce très avancée technologiquement, s'emparent des créatures nommées métroïdes, que la Fédération galactique a découvert sur la planète SR388. Ils se rendent rapidement compte que ces créatures représentent un potentiel militaire important et une ressource énergétique infinie. Dans le but de les étudier, ils colonisent Zèbes, la planète voisine, et y construisent une base souterraine, détruisant toute vie indigène, notamment les Chozos.
Tandis que les Pirates de l'espace se lancent dans des recherches sur les métroïdes, les Chozos prennent en charge l'éducation de Samus Aran, une jeune fille devenue orpheline après une attaque de la planète K-2L. Ils lui apprennent le combat et créent son costume de puissance, ce qui lui permet de déjouer les plans des assassins de sa famille, détruire les installations sur la planète Zèbes et éliminer deux de leurs éléments les plus importants, les puissants Kraid et Ridley. Toutefois, les Pirates de l'espace rassemblent les survivants reconstitués en deux corps, dont un est envoyé sur Zèbes pour reconstruire les infrastructures et ressusciter Mother Brain, Ridley et Kraid. L'autre partie de l'escadron, qui a pour charge de trouver une planète regorgeant de ressources énergétiques abondantes et puissantes, découvre Tallon IV et y installe des laboratoires et équipements. Les Pirates de l'espace extraient le phazon malgré le temple Chozo, réalisent alors des expériences et s'aperçoivent rapidement des effets mutagènes du minerai. Alors que les mines s'enfoncent profondément dans les sous-sols de la planète, le phazon est acheminé dans la région glaciale de Phendrana où les deux laboratoires principaux se situent. Au moment où les Pirates de l'espace mènent des expériences sur le phazon en apesanteur, Samus Aran les détecte et explore Tallon IV afin d'exterminer toute menace.

### Scénario
Samus Aran intercepte un signal de détresse envoyé par la frégate Orphéon en orbite autour de Tallon IV, appartenant aux Pirates de l'espace. L'équipage a été décimé par leurs propres sujets d'expériences génétiques. Au cœur du navire, Samus élimine tous ses ennemis, mais l'un d'entre eux tombe dans le réacteur du vaisseau, ce qui active le mécanisme d'auto-destruction. Au cours de son évasion de la frégate en perdition, une surtension électrique provoque une explosion qui cause la perte de la quasi-totalité de ses équipements et de son armement, notamment le lance-missiles et la boule morphing (qui lui permet de se transformer en sphère et rouler sur le sol, ou se faufiler dans d'étroits passages). De retour à son vaisseau, Samus aperçoit Meta Ridley s'envoler, puis part à sa poursuite sur Tallon IV.
Samus atterrit tout d'abord sur Tallon IV à la surface de la planète, dans une forêt tropicale, puis après une brève période d'exploration, elle découvre les ruines Chozo, vestiges de cette civilisation. Poussant un peu plus loin ses recherches, elle apprend que la planète a été frappée il y a très longtemps par une météorite qui portait le phazon, mais aussi la créature appelée le Ver par les Chozos — Metroid Prime —,. Le temple Chozo construit sur le cratère d'impact pour contenir les effets du phazon et retenir le Ver, est scellé avec douze artefacts. Samus explore les ruines Chozo et obtient le costume Varia, qui lui permet de visiter les cavernes magmatique du Magmoor, qui relient les zones de la planète ensemble, et utilisées par les Pirates de l'espace comme source d'énergie géothermique. Par la suite, Samus traverse les monts enneigés de Phendrana, où elle trouve des ruines Chozo et des laboratoires de recherche sur les métroïdes appartenant aux Pirates de l'espace. Elle obtient le costume de gravité, puis explore l'épave de l'Orphéon, et s'infiltre dans les mines de phazon et le complexe de recherches, qui constituent le centre des opérations des Pirates de l'espace sur Tallon IV. Samus affronte de nombreux pirates de l'espace et obtient le costume phazon après sa victoire sur le boss Pirate Oméga.
Samus Aran parvient à réunir les douze artefacts et les récits Chozos ainsi que les rapports des Pirates de l'espace, qui lui dévoilent l'histoire de la planète et de sa colonisation par les deux races. Samus replace les artéfacts, combat Meta Ridley, puis arrive jusqu'au cratère d'impact où elle affronte Metroid Prime, le Ver, source du phazon. Après sa défaite, tout le minerai disparaît de la planète. Samus s'enfuit et évite l'effondrement du cratère en quittant Tallon IV dans son vaisseau.

### Épilogue

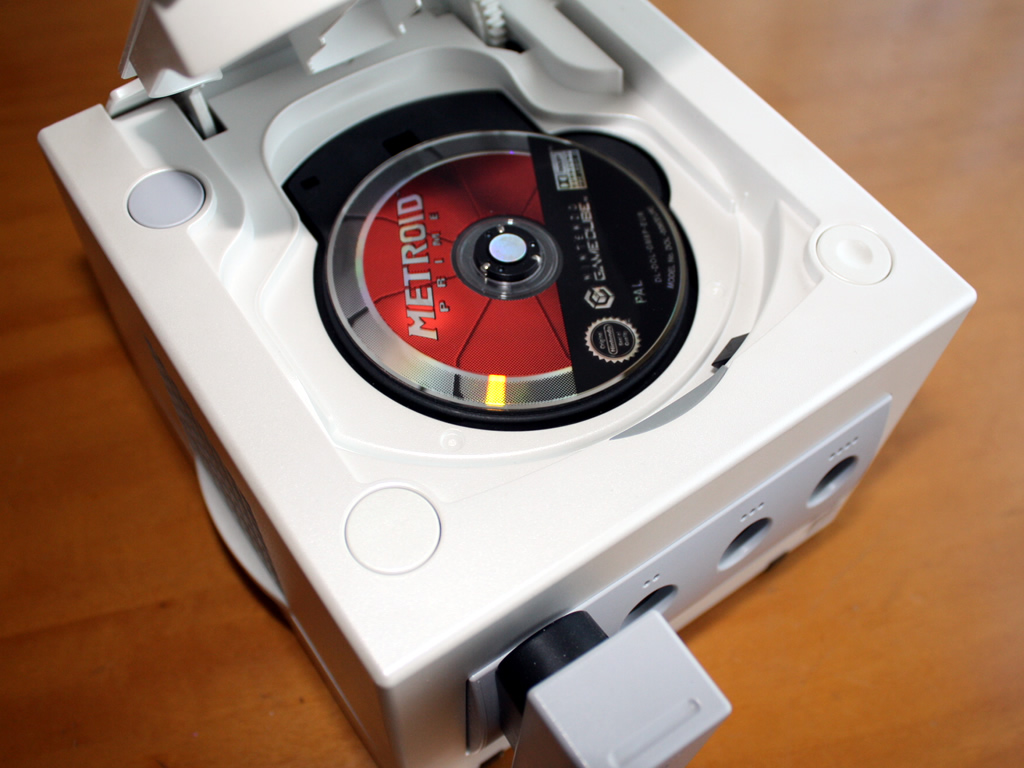
Comme dans la plupart des jeux de la série Metroid, le joueur bénéficie d'une fin différente en fonction du pourcentage avec lequel il termine le jeu. Metroid Prime sur GameCube présente le deuxième épisode, en dévoilant une petite partie de Samus Sombre, si le joueur termine le jeu à 100%.

Samus vainc Metroid Prime. Cependant, avant de disparaître, il absorbe le phazon du costume de Samus, ce qui lui permet de survivre. Il devient Samus Sombre, le doppelgänger de Samus, l'un des antagonistes de Metroid Prime 2: Echoes et le principal de Metroid Prime 3: Corruption.
Comme dans la plupart des jeux de la série Metroid, le joueur bénéficie d'une fin différente en fonction du pourcentage avec lequel il termine le jeu (moins de 75 %, plus de 75 % et 100 %). Si le joueur termine le jeu à 100 %, il peut profiter d'une fin alternative qui lui permet de visionner après le générique de fin une vidéo très courte qui introduit le deuxième épisode, dévoilant une petite partie de Samus Sombre.
Terminer le jeu débloque un mode de jeu qui permet au joueur de recommencer une partie avec une difficulté plus élevée.

## Système de jeu

### Généralités
Metroid Prime est un jeu d'action-aventure en vue à la première personne (également appelé first-person adventure, terme inventé par Nintendo), qui reprend le même système de jeu que les précédents épisodes de la série principale, transposé dans un univers en trois dimensions. C'est le premier jeu de la série à utiliser une vue à la première personne, au lieu de la traditionnelle vue à défilement latéral. Cependant, lorsque le joueur se déplace en boule morphing, le jeu est affiché dans une vue à la troisième personne. En outre, certaines séquences jouables uniquement en boule morphing, qui sont affichées en deux dimensions, s'apparentent au jeu de labyrinthe et parfois au jeu d'infiltration. Il respecte les basiques du concept mis en place dans la série Metroid : courir, sauter, tirer, mais aussi utiliser la boule morphing. Il propose donc des phases de jeu de plates-formes et de jeu d'action-aventure, agrémentées de phases d'action du type shoot 'em up. Le jeu, qui se déroule dans un monde ouvert, est basé sur le déblocage progressif des armes, des équipements et des zones, conduisant à des phases de recherches importantes,,.
Le joueur contrôle un personnage et peut le déplacer où il le désire dans un univers comportant plusieurs zones interconnectées. Cependant, l'accès à certaines parties ou zones est limité par la présence de portes verrouillées ou de difficultés, qui ne peuvent être franchies seulement si Samus obtient des armes, des power-up ou du matériel spécial, disséminés sous forme d'items dans le jeu. Les améliorations permettent également de vaincre des ennemis de plus en plus puissants et de localiser des raccourcis, des zones secrètes et d'ouvrir les secteurs fermés, ce qui oblige souvent le joueur à revenir sur ses pas. Les items doivent être collectés dans un ordre précis pour que le joueur puisse progresser. Par exemple, il peut accéder à certaines zones seulement s'il possède l'arme correspondante pour ouvrir les portes, ou tuer certains boss que s'il possède certaines munitions,.
Si la prédominance de l'exploration est toujours présente, il en est de même pour l'ambiance générale. Grâce à une héroïne perdue ou angoissée, plongée dans un monde hostile peuplé de créatures féroces, l'impression de solitude et d'immensité crée un climat oppressant.
Metroid Prime a la particularité de permettre au joueur de diriger le personnage uniquement grâce au stick analogique gauche, alors que les FPS sur console utilisent plus communément les deux simultanément. À l'instar de la visée Z dans The Legend of Zelda: Ocarina of Time, le joueur peut viser un ennemi, verrouiller la cible et centrer la caméra sur elle, ce qui lui permet de tourner et sauter autour de celle-ci pour lui tirer dessus ou éviter ses tirs. La cible est verrouillée jusqu'à ce qu'elle meure, avec le regard du personnage fixé dessus. En plus de la recherche classique d'items présente dans tous les jeux de la série, Metroid Prime inclut, quand l'équipement de Samus est complet, la collecte de douze items permettant d'accéder au niveau final. Un système d'indice, désactivable, disponible via le viseur d'analyse, donne au joueur des renseignements pour progresser dans l'aventure. Tout au long du jeu, il peut analyser des objets et des éléments du décor, ce qui lui permet de constituer une base de données des écrits Chozos et des rapports des Pirates de l'espace, ce qui lui permet de récolter des informations au sujet de ces deux races et leurs agissements. Des galeries d'art et des cinématiques de fin sont disponibles si le joueur obtient un pourcentage élevé d'objets scannés et d'entrées dans la base de données.

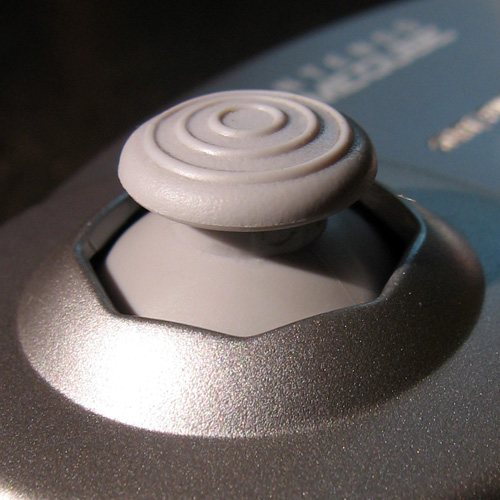
Le joueur peut diriger Samus Aran simplement grâce au stick analogique gauche de la manette GameCube.

Si la maîtrise de certaines techniques comme le bomb jump est obligatoire (rebondir en boule morphing sur ses propres bombes pour gagner de la hauteur), Metroid Prime voit apparaître de nouvelles phases de jeu en boule morphing, qui se déroulent dans une sorte de half-pipe (en forme de U), permettant de prendre beaucoup de vitesse et de hauteur pour atteindre des endroits sans cela inaccessibles,.

### Zones et ennemis
Metroid Prime ne comporte plus de niveaux comme dans les précédents jeux, mais propose un monde ouvert avec plusieurs régions. Le jeu est composé de sept zones distinctes : la frégate en orbite, un niveau d'introduction et d'apprentissage assez court, et la planète Tallon IV. Celle-ci comporte six zones à explorer. La surface de la planète, qui bénéficie d'une végétation luxuriante sous un temps orageux, est la zone centrale donnant accès à toutes les autres zones ; les temples en ruines des Chozos, la cité des ancêtres de Samus, est construite au-dessus du cratère d'impact de la météorite ; la mine d'extraction est le lieu central des activités des Pirates de l'espace sur le phazon ; les cavernes du Magmoor proposent un dédale de salles emplies de lave en fusion et de roche volcanique ; les régions glacées de Phendrana abritent les laboratoires d'expérimentations des Pirates de l'espace sur les métroïdes. Chaque région possède un univers graphique unique et son réseau de salles séparées,,.
Tallon IV abrite des Pirates de l'espace, mais aussi une grande variété de vies, pour la plupart mutées au phazon, donnant naissance à des monstres hideux et dangereux. Samus affronte toute une variété de monstres de type insectoïde, et également les incontournables métroïdes. Comme dans les précédents jeux, elle combat également divers boss de taille démesurée. Quelques monstres inclus dans le jeu sont issus des opus précédents de la série comme de Metroid, notamment Zebs ou Side Hoppers,,,.

### Items et équipements
Metroid Prime propose près de 75 items à collectionner, comme des power-ups, des recharges de missiles, des super bombes ou des conteneurs de vie supplémentaire. Comme dans les précédents épisodes, le joueur est incité par le déblocage progressif, l'obligeant à obtenir certains items pour avancer dans le jeu et à explorer entièrement le monde ouvert pour les trouver. Certains items présents dans les précédents jeux de la série sont repris mais avec des fonctions modifiées. Une partie de ces objets est obtenue après la défaite d'un des boss ou mini-boss, situés dans la plupart des régions de Tallon IV. Des bornes, disséminées dans chaque zone, permettent au joueur de sauvegarder, de recharger son stock de missiles ou de télécharger le plan de la zone correspondante,,.
Tout au long de l'aventure, le joueur doit améliorer l'armement de Samus. Au départ, elle est équipée du rayon de puissance (tir de base) et peut acquérir le rayon à ondes (qui diffuse trois ondes énergétiques oscillantes), le rayon glace (qui gèle la plupart des ennemis) et le rayon de plasma (qui projette une onde thermique). Contrairement aux jeux précédents de la série, les rayons ne se cumulent pas et ne se remplacent pas. Le joueur peut donc utiliser à tout moment chaque rayon. En outre, rayon de phazon excepté, la puissance de chaque rayon peut être amplifiée grâce au rayon de charge. Samus dispose également de missiles. Ainsi, chaque rayon peut être combiné avec un missile pour former un super missile (puissance), une décharge électrique continue (ondes), un canon à glace concentrée (glace) ou un lance-flammes (plasma). Le costume de puissance de Samus (costume de base) doit aussi être amélioré, grâce au costume Varia (qui la protège des hautes températures et lui permet de traverser des régions volcaniques) et au costume de gravité (qui lui permet de se déplacer librement dans un univers aquatique). De surcroît, à la fin du jeu, le costume et le rayon de plasma sont altérés par le phazon, et deviennent le costume de phazon (immunisant Samus contre celui-ci) et le rayon de phazon (un canon hautement énergétique et destructeur). Samus peut également acquérir la boule morphing qui lui permet de se transformer en sphère et rouler sur le sol, ou se faufiler dans d'étroits passages. Elle peut également se doter de bombes (qui sont illimitées et utilisables uniquement avec la boule morphing), de la boule turbo (qui permet d'accélérer les déplacements), de bombes de puissance (qui sont beaucoup plus efficaces que les bombes classiques) et de la boule araignée (qui permet d'adhérer aux rails magnétiques disséminés sur Tallon IV). Samus dispose aussi du rayon grappin (qui lui offre la possibilité de se balancer et franchir des précipices ou des trous), de réservoirs de vie (qui augmentent ses points de santé) et du saut spatial (qui l'autorise à sauter une deuxième fois quand elle est en l'air),,,.
L'interface proposée à l'écran simule l'intérieur du casque de Samus et affiche les informations sous forme d'un affichage tête haute. L'ATH comporte en haut de gauche à droite, un radar qui indique la présence des ennemis à proximité, une barre et les réservoirs de vie, une carte des lieux où se trouve Samus. Une barre de vie est également affichée en haut au centre lorsque Samus affronte un boss. À gauche se situe une jauge indiquant le niveau de danger en fonction des lieux ou les matériaux approchés ; à droite, une jauge de munitions (missiles). En bas, se trouvent de chaque côté un sélecteur de viseurs à gauche et un sélecteur de rayon à droite. L'affichage du viseur de combat (viseur de base) peut être modifié grâce à un jeu de viseurs, comme le viseur d'analyse (qui permet de scanner différents objets), le viseur infrarouge (qui affiche les différences thermiques) et, inspiré du x-ray scope de Super Metroid, le viseur radioscopique (qui permet de voir des éléments invisibles à l'œil nu, comme des fantômes Chozos ou encore des plateformes invisibles). Au centre de l'écran s'affiche un réticule lors du ciblage d'un ennemi,,,,.

## Développement

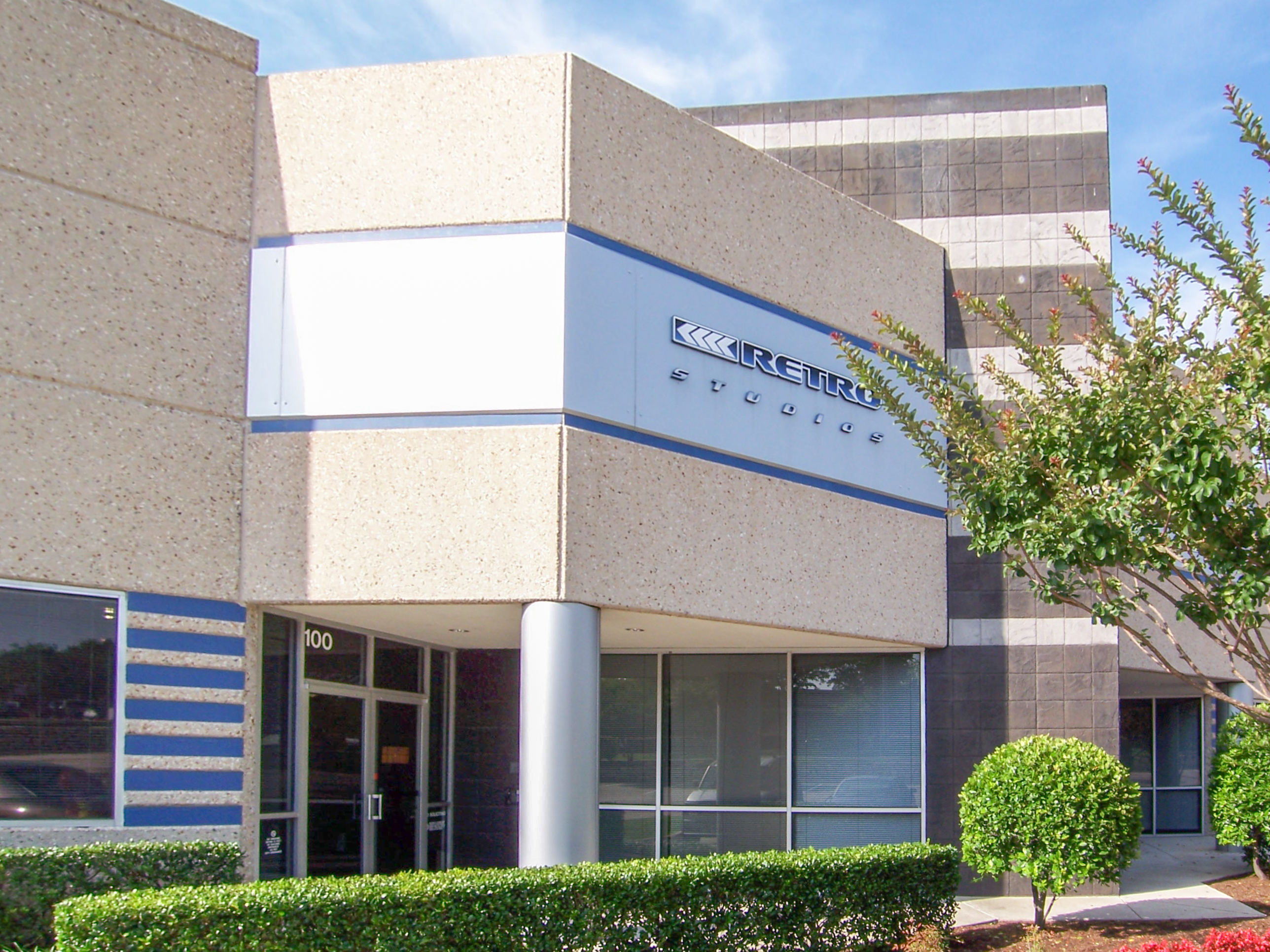
Retro Studios commence à développer quatre jeux pour GameCube sans même avoir de kit de développement. En plus des problèmes à la direction, les équipes subissent une ambiance paranoïaque, peu propice à la qualité, ce qui empêche de produire correctement les jeux. Lors d'une visite de Nintendo dans les locaux, aucun des jeux présentés ne fonctionne correctement. À partir de ce moment, Nintendo reprend les rênes, impose ses choix comme ses stratégies, puis dirige les opérations depuis le Japon.

### Rumeurs
Alors que les fans l'attendent depuis longtemps, plusieurs rumeurs évoquent dès 1996 le développement de la suite de Super Metroid, appelée parfois Metroid 64 ou Metroid 4 (même si ce dernier est officiellement attribué à Metroid Fusion),. En premier lieu, le jeu est évoqué par la presse spécialisée sur Nintendo 64, puis plus précisément sur Nintendo 64DD, mais Nintendo dément plusieurs fois officiellement l'existence du jeu Metroid, malgré les propos parfois contradictoires de Shigeru Miyamoto, qui exprime de son côté à de multiples reprises son désir de voir un nouveau titre dans la série. Face à l'engouement pour cette suite provoqué par ces rumeurs aux États-Unis, Yoshio Hongo, de Nintendo, déclare en mars 1997 que l'entreprise a conscience des attentes du public nord-américain sur cette licence et espère comme lui la création d'une suite. La production n'est cependant jamais lancée,,,. Miyamoto déclare en 2002 que le développement n'a pas été lancé, faute « d'idées concrètes ». En 2010, Yoshio Sakamoto déclare qu'il a envisagé développer une suite pour Nintendo 64, mais a néanmoins refusé de prendre part au développement, principalement à cause de la manette Nintendo 64, dont il ne savait pas comment en tirer parti pour faire déplacer Samus. Il révèle également que Nintendo s'est rapproché d'un développeur tiers pour créer une suite à Super Metroid, mais l'entreprise a refusé l'offre, ne se sentant pas capable de faire aussi bien que les standards établis par celui-ci.

### Genèse
Nintendo met des équipes sur le projet Metroid Prime à partir de juin 1999. Il est développé par Retro Studios, en collaboration avec des membres importants de Nintendo EAD et de R&D1. La conception globale du jeu est un projet collaboratif, mais la programmation et la conception artistique sont réalisées par Retro Studios, alors que Nintendo, qui supervise, se charge entièrement de la bande-son.
Retro Studios est créé en 1998 par le fondateur d'Iguana Entertainment, Jeff Spangenberg, qui en fait rapidement un studio de développement affilié à Nintendo, qui en acquiert une faible part. Retro Studios établit ses bureaux à Austin, au Texas, en 1999, puis commence le développement de quatre projets de jeux pour la future console GameCube, dont la cible est un public « mature ». Même si l'entreprise ne possède ni kit de développement ni console, elle développe en même temps un jeu de course, un RPG, un jeu de football américain et un jeu d'action-aventure. Cependant, l'ambiance qui règne à Retro Studios complique le travail et crée des problèmes pour chacun des jeux ; les employés ne peuvent respecter les bonnes méthodologies d'un développement classique. Ils travaillent en effet dans des locaux sombres et sans fenêtre, dans une ambiance délétère et paranoïaque. Les tensions grandissent, exacerbées par des luttes à la direction et un patron absent qui délègue trop de travail. Aucun des projets n'avance correctement et aucun jeu ne fonctionne,,.
En 2000, Shigeru Miyamoto, Satoru Iwata et Tom Prata (de Nintendo of America) visitent l'entreprise et découvrent ces projets qui prennent finalement une mauvaise tournure. Après concertation et sans surprise, aucun des projets ne convient. Selon un ancien employé de Retro Studios, Miyamoto est même « bouleversé ». Toutefois, de retour à l'hôtel, ce dernier propose : « pourquoi pas Metroid ? », pensant pouvoir réutiliser le moteur de jeu de tir à la première personne — le jeu d'action-aventure. Nintendo confie dès lors ce projet à Retro Studios,,. Sur Internet, les observateurs s'étonnent qu'une entreprise sans expérience se voit confier le développement d'un jeu d'une telle envergure.

### Équipes et collaboration

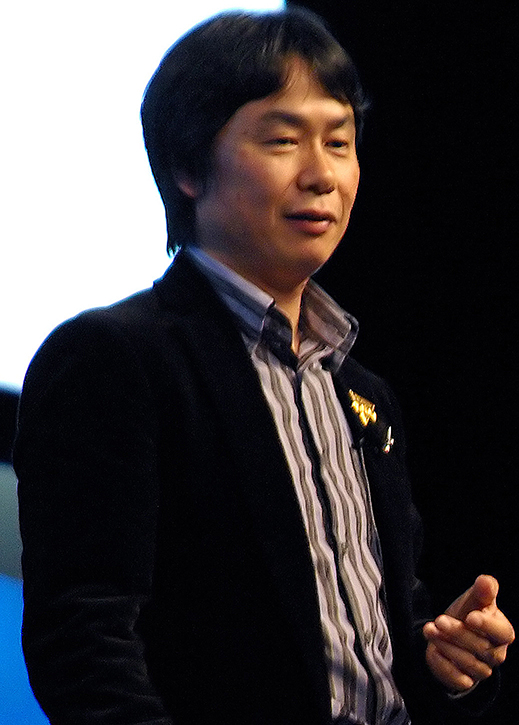
Shigeru Miyamoto, qui n'a jamais participé au développement d'un jeu Metroid, est fortement impliqué dans le projet, et officie en tant que responsable d'EAD, qui est chargé de la supervision et les relations avec Retro Studios.

L'équipe japonaise est notamment composée de Shigeru Miyamoto, Kensuke Tanabe, Kenji Miki et Yoshio Sakamoto. Miyamoto, qui n'a jamais participé au développement d'un jeu Metroid, est très impliqué dans le projet, et officie en tant que responsable d'EAD, qui est chargé de la supervision et les relations avec Retro Studios. L'implication de Sakamoto, créateur du premier jeu de la série, se résume à un rôle de superviseur ; il reçoit les rapports, est informé des ajouts et gère l'avancée du projet. Mais son rôle consiste aussi à indiquer les grands points qui font un jeu Metroid et à définir si les éléments du scénario écrit par l'équipe de Retro Studios sont compatibles avec cet univers. Tanabe aide Retro Studios et s'assure de la production d'un jeu Nintendo de qualité et influence très fortement le développement du jeu. Selon Mark Pacini, c'est la raison pour laquelle les développeurs japonais estiment que le jeu ressemble à un jeu japonais et ont ressenti le souci du détail qu'ils savent y mettre. Nintendo est donc derrière chaque détail et valide chaque ajout.
Nintendo communique avec le studio américain par le biais de courriers électroniques, du téléphone, de visioconférences et de voyages du Japon vers les États-Unis à raison de trois fois par an. Michael Kelbaugh, travaillant à l'époque chez Nintendo of America et qui devient président de Retro Studios en 2003, qualifie la somme des communications entre les deux entreprises d'« énorme »,, mais la mise en place du processus de communication n'est pas si difficile. Par exemple, chaque e-mail est numéroté, ce qui permet à Nintendo comme à Retro Studios d'y répondre facilement et d'effectuer un suivi simple. De plus, Nintendo détache plusieurs employés japonais au Texas pour de longues périodes, ce qui facilite également la communication.
C'est la première fois que Nintendo coopère si étroitement sur le développement d'un jeu avec une entreprise externe.

### Supervision par Nintendo
Dès le départ, une seule équipe de Retro Studios, composée d'anciens développeurs de Valve et d'id Software, travaille sur Metroid Prime, projet qui démarre de zéro. Miyamoto impose progressivement à Retro Studios de ne travailler que sur le jeu de Nintendo. En 2000 et au début de l'année 2001, trois jeux en développement chez Retro Studios sont annulés, dans le but de permettre aux développeurs de se concentrer sur Metroid Prime. En juillet 2001, le jeu de rôle intitulé Raven Blade est également annulé, ne laissant que le projet principal en développement. Toutefois, chaque annulation est synonyme de licenciement d'une partie du personnel, sauf l'équipe du jeu d'action-aventure qui est intégrée à celle de Metroid Prime.
Jusqu'à l'Electronic Entertainment Expo de 2001, Retro Studios connait des heures difficiles et doit travailler d'arrache-pied pour créer un nouveau gameplay à partir de rien. Nintendo continue de faire pression sur Spangenberg, seulement présent pour licencier, afin de rentrer dans les budgets.
Après la parution en 2002 sur le Web de photos de Jeff Spangenberg en compagnie de femmes très légèrement vêtues, Nintendo se débarrasse du fondateur de Retro Studios en lui rachetant ses parts pour un million de dollars américains et devient l'actionnaire principal. Il est remplacé par Steve Barcia, puis en avril 2003 par Michael Kelbaugh. Ce remue-ménage, largement couvert par la presse spécialisée, déconcerte les fans qui n'entrevoient qu'un désastre, pas seulement du point de vue du passage en 3D, mais craignent également que la licence disparaisse complètement. Mais, la mainmise de Nintendo sur le studio lui permet de se stabiliser, notamment en maintenant de la continuité dans les projets critiques ou le remplacement des dirigeants jusqu'à trouver l'équilibre. Retro Studios est scruté par les observateurs durant la conversion de Metroid en 3D, tout en subissant des critiques problématiques et infondées,,,.
Durant les neuf derniers mois de développement, l'équipe travaille à un rythme effréné, de 80 à 100 heures par semaine et par personne, certains faisant des nuits blanches, pour respecter les délais imposés par Nintendo.

### Passage en3D

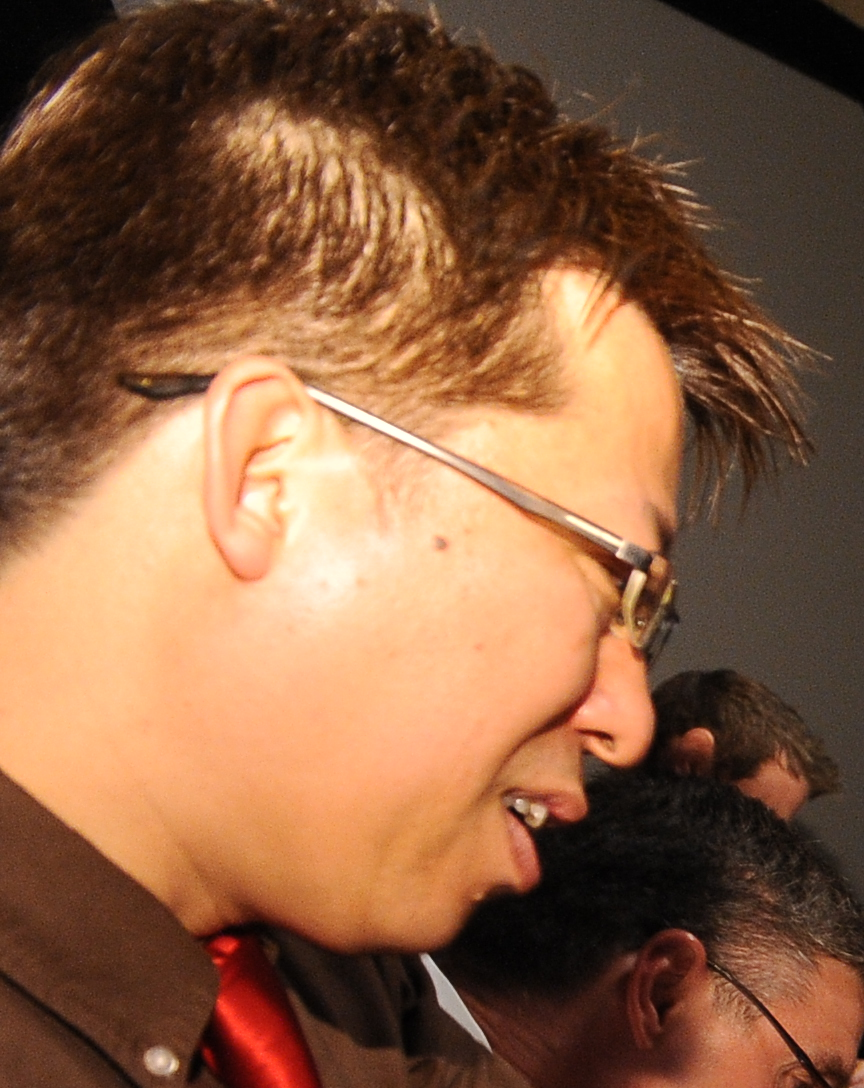
Kensuke Tanabe aide Retro Studios et s'assure de la production d'un jeu Nintendo de qualité et influence fortement le développement du jeu. Selon Mark Pacini, c'est la raison pour laquelle les développeurs japonais estiment que le jeu ressemble à un jeu japonais et ont ressenti le souci du détail qu'ils savent y mettre.

Dès la signature de l'accord entre Nintendo et Retro Studios concernant Metroid, le choix de la vue à la première ou à la troisième personne est discuté. Le projet initial met en scène Samus dans une vue à la troisième personne et Mark Pacini veut à toux prix conserver la vue objective. Néanmoins, Retro Studios, qui a auparavant collaboré avec l'entreprise Rare dans le développement du jeu Jet Force Gemini, a rencontré des difficultés au niveau des mouvements et de la gestion des caméras. En outre, Miyamoto estime qu'« un jeu de tir dans une vue à la troisième personne n'est pas très intuitif ». Finalement, Miyamoto intervient et suggère la vue à la première personne, ce qui provoque l'abandon de la quasi-totalité du travail effectué jusque-là. Pacini finit également par penser que l'exploration est plus facile avec une perspective subjective,.
Dès que la décision du changement de vue est prise, l'équipe décide de ne pas réaliser un jeu de tir à la première personne classique. Pacini ajoute : « Nous n'avons pas essayé d'en faire un jeu de ce type. Nous devions casser les stéréotypes du FPS, afin de créer un jeu Metroid fun »,. Michael Kelbaugh estime que cela aurait été pourtant facile et bon marché de faire un FPS.
La tâche la plus difficile est d'adapter la boule morphing en 3D. L'équipe ne trouve pas comment réaliser correctement la transformation, ce à quoi Miyamoto rétorque que si la transition de la vue à la première personne vers la boule n'est pas possible, le jeu ne pourra pas se faire. Pacini précise que cette complication technique a été l'une des premières étapes à franchir, et a finalement pu être atteinte après plusieurs mois de travail, avec l'aval de Miyamoto. L'attaque en vrille n'est cependant pas incluse dans le jeu, car cette technique ne s'adapte pas bien à la vue en 3D, et Retro Studios n'arrive pas à la mettre en place correctement. L'intégration du power-up de Super Metroid appelé speed boots est également envisagée, mais l'équipe estime que le rendu dans une perspective à la première personne et la physionomie de l'univers ne s'y prêtent pas, et décide de ne pas l'intègrer. Le saut spatial n'est lui non plus pas intégré pour les mêmes raisons.
Afin de bénéficier d'une bonne fluidité, l'équipe impose une constance de 60 fps en termes d'affichage, ce qui permet également d'avoir des contrôles précis, ce qu'un framerate plus bas ne permet pas.

### Respect de la franchise
« On ne pouvait pas faire juste un jeu en 3D mettant en scène Samus Aran. Cela devait être un jeu Metroid. C'est la tâche qui a probablement été la plus difficile à réaliser durant tout le processus de développement. »

— Mark Pacini
Pour l'équipe, le plus important et de conserver les thèmes et les concepts de la série, pour les transposer en 3D. L'équipe passe de longues heures à jouer à tous les épisodes sortis jusque-là, pour en connaître les marqueurs principaux comme les détails. Super Metroid lui sert de bible. Par exemple, comme dans les précédents épisodes de la série, chaque zone possède son décor et son environnement, qui n'est jamais répété, ce qui donne « aux fans du plaisir à explorer » les lieux. Retro Studios décide de ne pas se demander ce qui est possible de programmer, mais plutôt ce que Samus doit être capable de faire, et définit trois axes importants : l'exploration, l'ambiance et Samus.
L'équipe choisit d'équilibrer la difficulté de jeu de façon que le joueur ne s'inquiète jamais de perdre, sauf jusqu'à l'affrontement d'un boss. C'est, pour Retro Studios, un trait des jeux de la franchise et la clef qui permet au joueur d'éviter la peur d'explorer le monde. Le défi principal de Metroid Prime est de trouver son chemin, alors que de la dextérité est principalement imposée lors des combats contre les boss. L'équipe choisit d'imposer à chacun d'entre eux une nécessité de tactique et de logique, sans quoi la victoire devient très difficile. L'équipe se concentre donc sur l'exploration et passe beaucoup de temps à rendre accessible les phases de jeu de plates-formes, tout en s'assurant de conserver l'aspect de jeu de tir très important mais secondaire. Elle fait beaucoup de réglages et d'essais, comme un mouvement de caméra vers le bas à la fin des sauts, des tests sur le champ de vision, la standardisation de la taille des plates-formes et des hauteurs de saut, ou la gravité du personnage. Dès que tous ces paramètres sont décidés, l'équipe peut alors les décliner partout. Retro Studios conserve également le principe qui consiste, lors de l'exploration, à confronter le joueur au besoin d'un item qu'il ne possède pas, ce qui permet d'en créer le désir et le pousse à explorer.
Pour Retro Studios, l'élément important est également l'ambiance qui règne dans le jeu. Si le personnage de Samus doit être puissant et attractif, le jeu doit être effrayant et mystérieux, et l'expérience doit être étrange et procurer un sentiment de solitude.
Retro Studios ne s'attache pas seulement à recréer tous les éléments importants de ce qui fait Samus et qui sont appréciés par les fans (les items et les équipements, mais aussi ses capacités et ses mouvements), mais décide de procurer au joueur la sensation de l'incarner réellement. Avec l'aide de Nintendo, Retro Studios adapte plusieurs éléments qui permettent cette immersion, comme la pluie, l'humidité ou des giclées de sang sur la visière, les effets de l'électricité sur le viseur, le reflet du visage de Samus sur l'intérieur de la vitre du casque en fonction de la luminosité ou l'action de sa main gauche qui vient à l'écran quand elle subit de gros dommages. D'autre part, l'absence quasi-totale de chargement est un élément qui permet une immersion très importante du joueur.

### Nouveautés

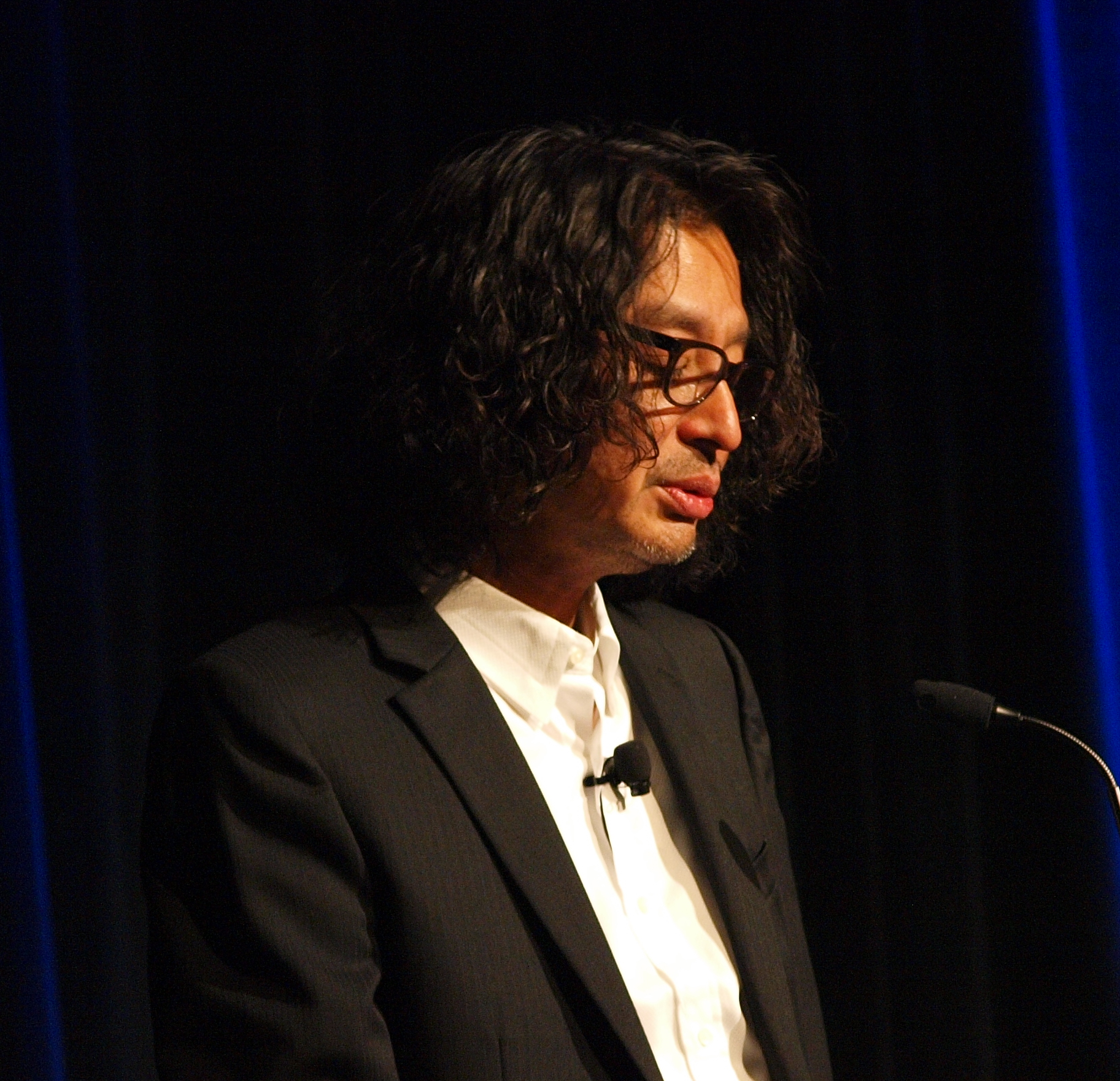
Yoshio Sakamoto, créateur du premier jeu de la série, se résume à un rôle de superviseur ; Il reçoit les rapports, est informé des ajouts et gère l'avancée du projet. Mais son rôle consiste aussi à indiquer les grands points qui font un jeu Metroid et à définir si les éléments du scénario écrit par l'équipe de Retro Studios sont compatibles avec cet univers.

Retro Studios écrit un scénario très détaillé, vérifié par Yoshio Sakamoto, considéré comme amenant des différences majeures par rapport aux précédents jeux de la série Metroid,.
L'origine du système de viseurs diffère selon les sources. D'après le site web IGN qui relate des propos de Mike Wikan (concepteur de jeu chez Retro Studios), très tôt dans le processus de développement, Miyamoto propose : « Et si Samus pouvait changer de casque et en mettre un avec des yeux de mouche ? ou qui permettent de voir dans le noir ou autre chose ? » Miyamoto demande finalement aux développeurs s'ils peuvent faire percevoir à Samus son environnement de plusieurs façons différentes. Cependant, les développeurs ne comprennent pas de suite l'idée. Par la suite, le concept se développe progressivement et devient le système de viseurs. Toutefois, des proches de Spangenberg rapportent au site web IGN que le système de viseurs ne s'inspire pas de l'idée de Miyamoto ni des yeux d'une mouche, mais a été imaginé par un employé de Retro Studios. D'autre part, Michael Kelbaugh déclare pour le site web Gamasutra que, tardivement dans le processus de développement, Nintendo considère qu'il manque quelque chose au jeu et impose à Retro Studios le concept du système de viseurs. Même si l'équipe estime que cet ajout peut être ressenti comme ennuyeux par les joueurs occidentaux, un artiste et un programmeur sont attribués au développement de cette nouveauté, car le public japonais l'apprécie et Nintendo considère que c'est essentiel au gameplay. Cette version est confirmée dans d'autres médias, notamment par Kensuke Tanabe. L'équipe essaye de rendre le viseur d'analyse plus intéressant et plus passionnant en lui donnant un aspect « base de données à collectionner » ou informatif sur la manière dont le joueur peut vaincre ses ennemis,,,. D'habitude, les jeux Metroid proposent l'histoire au début et à la fin du jeu, cependant, le viseur d'analyse permet de distiller le récit au fur et à mesure. La difficulté a été de proposer des morceaux de scénarios compréhensibles seuls, tout en sachant que n'importe quel récit Chozo ou rapports des Pirates de l'espace peut être lu à tout moment dans le désordre.
Dans une interview, Mark Pacini déclare également que proposer, au départ du jeu, le personnage doté de plusieurs power-ups permet d'intéresser le joueur en lui montrant ce qu'il est capable de faire. Il déclare que la collecte d'artefacts, qui donne accès au dernier niveau, n'a pas pour but de rallonger la durée de vie du jeu. Comme les jeux de la série Zelda, Metroid Prime est avant tout un jeu non-linéaire, et le but est surtout de permettre au joueur d'utiliser un peu plus longtemps tous les items qu'il a acquis tout au long du jeu.
Le système de visée automatique est le résultat des difficultés que Nintendo et Retro Studios entrevoient dans les FPS sur console, notamment la difficulté de cibler les ennemis, provoquée par l'absence de souris. Ils concluent que la visée automatique évite ce problème en gardant l'ennemi au centre du champ de vision.
L'équipe veut intégrer des fonctionnalités multijoueur, toutefois les contraintes de temps imposées par Nintendo en empêchent la réalisation. Elle désire intégrer Kraid, un boss de Metroid et Super Metroid ; le concepteur Gene Kohler crée un modèle 3D dans ce but. Cependant, les délais ne permettent pas non plus de l'intégrer dans la version finale du jeu.

### Communication
Metroid Prime apparaît publiquement pour la première fois dans une vidéo de dix secondes en 2000 lors du salon SpaceWorld. En novembre de la même année, Retro Studios confirme par inadvertance son implication dans le développement via la partie recrutement de son site web. En février 2001, le jeu est confirmé par Nintendo, qui dévoile également qu'en raison de la forte emphase de l'exploration sur le gameplay et de la vue à la première personne, il devient un jeu d'action-aventure en vue à la première personne, plutôt qu'un jeu de tir à la première personne. Lors de l'Electronic Entertainment Expo (E3) de mai 2001, le jeu est officiellement annoncé, puis présenté par Nintendo dans une vidéo de quinze secondes, qui confirme le titre de Metroid Prime. Retro Sudios a pourtant proposé une démo jouable du premier niveau pour le salon SpaceWorld et l'E3 de 2001, mais Nintendo a préféré une vidéo très courte. La vidéo reçoit des réactions partagées, à cause sa caméra en vue subjective et son environnement en 3D,. Une démo du jeu permettant de jouer au niveau se déroulant sur la frégate est présenté lors de l'E3 de 2002, ce qui a pour effet de rassurer tous les observateurs. Elle reçoit des critiques très positives, même si quelques sceptiques attendent encore de découvrir d'autres niveaux. D'autres niveaux sont présentés en août 2002 et sont largement acclamés par la critique.

## Bande son
La bande son est réalisée par Nintendo R&D1. La musique de Metroid Prime est composée par Kenji Yamamoto avec l'assistance de Kouichi Kyuma. Un ingénieur du son de Retro Studios travaille également en collaboration avec l'équipe japonaise pour rendre la bande son aussi immersive que possible. Elle inclut des remix de morceaux des jeux précédents de la série, car Yamamoto souhaite « satisfaire les vieux fans de Metroid. C'est comme un cadeau pour eux ». Notamment, le thème de la Surface de Tallon IV est un remix d'une musique de Metroid, et celle des Cavernes du Magmoor est également un remix d'une musique de Super Metroid. Retro Studios confie que passer de la synthèse sonore (effectuée par un générateur de son dans Super Metroid) à un son en résolution pleine, des effets sonores à base d'échantillons et du streaming audio est un changement drastique. Pour Yamamoto, les effets sonores et les sons environnementaux doivent être plus réalistes que ceux du précédent jeu. Il développe la bande sonore avec cette idée-là, avec les musiques des jeux Metroid créés jusque-là en tête, et essaye de l'adapter au mieux pour un jeu FPS.
Tommy Tallarico développe initialement des effets sonores pour les armes et les équipements. Tallarico est une connaissance de Spangenberg, qui lui confie du travail sur le son d'un futur Metroid, avant même que l'accord entre Retro Studios et Nintendo ne soit officiel. Par la suite, Miyamoto lui impose simplement de faire des « super sons », que les ingénieurs puissent intégrer dans le jeu. Tallarico utilise notamment le logiciel Sound Forge pour mixer divers sons et des synthétiseurs aussi bien anciens que récents afin de réaliser les bruits des armes ou du viseur. Il mixe également les sons qu'il crée avec des sons déjà existants de type science-fiction. Toutefois, la seule limitation qu'il rencontre est la taille du support, qui l'oblige à échantillonner le son dans une fréquence plus basse, passant de 48 à 22 kHz. Malheureusement pour Tallarico, qui ne travaille pas directement pour Retro Studios, il est victime des diverses restructurations et allègements du personnel, et n'est pas cité dans la liste des créateurs du jeu. Par la suite, Retros Studios reconnait publiquement son implication dans le développement des effets sonores du jeu,,.
Le jeu supporte le Dolby Pro Logic II et peut être joué avec effet surround. La bande originale du jeu, éditée par Scitron le 18 juin 2003, est intitulée Metroid Prime & Fusion Original Soundtracks.

## Contenu bonus
| Câble Nintendo GameCube Game Boy Advance. |  | Carte mémoire GameCube. |
| Le premier jeu de la série intitulé Metroid est déblocable grâce à une partie de Metroid: Fusion sur Game Boy Advance terminée, en reliant la console portable à la GameCube, au moyen du câble Nintendo GC-GBA et à l'aide de la carte mémoire. |  |                         |

Grâce au câble Nintendo GameCube-Game Boy Advance et à l'aide de la carte mémoire GameCube, le joueur peut connecter la console portable Game Boy Advance à la GameCube, afin de relier Metroid: Fusion à Metroid Prime. Si la partie de Metroid Fusion est terminée, il peut bénéficier du costume Fusion dans le jeu Metroid Prime.
Grâce à la liaison et à une partie de Metroid Prime terminée, le joueur peut également accéder au premier jeu de la série intitulé Metroid. Le jeu est identique à l'original cependant, le code de sauvegarde donné à chaque fin de partie est mémorisé. D'autre part, Super Metroid devait également être disponible, mais Nintendo a préféré le retirer avant le lancement de Metroid Prime.

## Commercialisation
Metroid Prime sort initialement sur GameCube en novembre 2002 en Amérique du Nord, en février 2003 au Japon, puis en mars 2003 en Europe. Les quatre mois entre la sortie américaine et européenne permet à Nintendo de faire quelques ajustements, notamment un rééquilibre du niveau de certains ennemis et la raréfaction d'items de vie.
Nintendo supporte au maximum Metroid Prime et lance une vaste campagne marketing, dotée de 5 millions d'euros de budget. Dans le cadre de cette campagne, Nintendo sponsorise des événements en partenariat avec divers médias (presse, radio, télés), comme MTV et son MTV Winterjam qui comporte une animation en relation avec Metroid Prime, ou dans les salles de cinéma nord-américaines, dans lesquelles est diffusée une publicité pour Metroid Prime.
Metroid Prime est également commercialisé en Europe en 2003 en offre groupée avec la console GameCube (Metroid Prime Pack), puis en 2004 en Amérique du Nord dans un nouveau bundle. Le jeu est également recommercialisé dans la gamme Player's Choice dans la région PAL en 2003 et en Amérique du Nord en 2004,.

## Accueil

### Critiques
Metroid Prime est unanimement acclamé par les critiques lors de sa sortie. Il se place au onzième rang des jeux vidéo les mieux notés sur GameRankings avec une moyenne de 96,33 % (87 critiques) en juillet 2016, ce qui en fait le second meilleur jeu des consoles de sixième génération après SoulCalibur sur Dreamcast. Il est également le jeu GameCube le mieux noté sur Metacritic avec 97 % (70 critiques) et le quinzième jeu le mieux noté de tous les temps toutes plates-formes confondues.

« Metroid Prime est une insolente réussite. […] les artistes de Retro Studios ont réussi à relever un double pari insensé : sublimer le gameplay originel de Metroid et faire évoluer le genre FPS sur console en y ajoutant des phases de plates-formes et d'exploration d'une rare finesse. »

— Puyo, Gamekult
GameSpot ne considère pas seulement Metroid Prime comme l'un des meilleurs jeux « d'ambiance » (atmospheric games), mais comme un des meilleurs jeux jamais créés. Pour IGN, tout ce qui fait Metroid Prime est « incroyable ». Il est du même calibre que la conversion en trois dimensions « sublime » de la franchise The Legend of Zelda (Ocarina of Time), et aussi « fantastique » que Super Metroid. Gamekult juge le jeu comme l'un des plus marquants du début des années 2000.

#### Critiques dugameplay
Pour Puyo du site web Gamekult, le gameplay simple de Metroid a parfaitement été transposé en trois dimensions. Fran Mirabella du site web IGN estime que pratiquement tous les marqueurs qui font Super Metroid sont inclus dans Metroid Prime. Selon Greg Kasavin du site web GameSpot et Dinowan de Jeuxvideo.com, en se concentrant sur l'exploration, l'investigation et l'action « pure », il ne se joue comme aucun autre jeu auparavant. Pour ces deux journalistes, le système de viseurs est un élément clef du gameplay. Kasavin précise que Metroid Prime ne suit pas vraiment de scénario, mais fournit plutôt des informations contextuelles justement grâce aux viseurs. Il considère que le jeu propose le même rapport entre l'exploration et l'action qu'entre la gestion des ennemis et des difficultés de déplacements (les obstacles). Il remarque cependant que Samus doit beaucoup sauter. Selon Dinowan, cette forte présence du saut qu'Electronic Gaming Monthly qualifie de naturel est une composante importante du gameplay. Mirabella considère l'action comme l'objet central du jeu, et les combats contre les ennemis comme amenant de l'action. Il juge que les Pirates de l'espace représentent la plus grande menace. Il précise qu'il a été frustré par les combats avec quelques boss. À ce sujet, Puyo fait remarquer que les boss sont monstrueux, très grands et résistants, et signale qu'il faut parfois plusieurs tentatives pour en venir à bout. Pour les journalistes de Consoles +, ils sont simplement trop coriaces.
Selon Greg Kasavin, les diverses phases de jeu en boule morphing sont les plus agréables qu'il ait été donné de jouer dans la série et les moments les plus amusants et surprenants du jeu. Pour Mirabella, cela permet de diversifier le gameplay. Puyo juge la transition de la vue à la première personne vers la boule morphing ingénieuse et les phases de jeu en deux dimensions comme « un véritable régal ». Dinowan estime les énigmes et difficultés proposées en boule morphing pas toujours évidentes à résoudre.

#### Critiques des contrôles
Dinowan juge la maniabilité irréprochable et Kasavin considère que les contrôles sont excellents, même si l'usage du seul stick gauche pour les déplacements et d'un bouton supplémentaire pour déplacer le regard peut sembler gênant au départ, contrairement à GamePro qui les trouve contre-intuitifs, avec un apprentissage abrupt et peu naturel provoquant des erreurs même après beaucoup d'heures de jeu.
Kasavin estime que le système de visée automatique donne une impression de puissance par rapport à tous les ennemis. L'avis de Mirabella selon lequel cela rendrait les combats plus faciles n'est pas partagé par Dinowan. Puyo considère que la configuration des contrôles éloigne Metroid Prime du genre FPS.

#### Critiques des graphismes
Lors de la sortie, Mirabella estime que le jeu est l'un des plus beaux qu'il lui ait été donné de voir, grâce à la direction artistique comme au moteur de jeu « technologiquement impressionnant ». Il affiche le jeu à 60 images par seconde sans ralentissement. Chaque section du monde est différente et l'attention a été portée au moindre détail. Le rendu des personnages, aussi bien Samus que les ennemis et les boss, est « épatant ». Les textures des décors sont complexes et fournies avec un rendu « superbe » aussi bien de loin comme de près. Il remarque l'absence de bump mapping, mais précise qu'il y a tant d'effets que les manques ne se voient pas, ce que Dinowan précise également. Mirabella insiste sur le fait que quasiment chaque objet en mouvement crée des lumières et reflets superbes et exploite ainsi les grandes capacités de la GameCube en la matière. Par-dessus tout, le balayage progressif permet un affichage « superbe » sur une télévision haute définition, mais il regrette l'absence de gestion des écrans larges. Kasavin voit des graphismes détaillés avec une grande variété de paysages, des couloirs étroits et claustrophobiques comme de larges régions inondées, et des temples élaborés. Les décors sont réalistes, avec un rendu naturel. Pour Puyo, les sept univers graphiques témoignent d'un soin particulier et de l'application, du souci du détail mais aussi de la cohérence. Comme Mirabella, il remarque l'absence de bump mapping, ce qui fait des graphismes un rendu assez simple, alors que d'autres jeux proposent de plus beaux visuels. Lui aussi apprécie le framerate solide à 60 images par seconde sans ralentissement. Il fait cependant remarquer que la distance d'affichage est plus courte que dans un FPS classique. Dinowan, de son côté, estime que les univers graphiques sont diversifiés mais classiques.

#### Critiques du son et de l'ambiance
Pour Kasavin, le Dolby Pro Logic II permet de jouer des bruitages superbes avec effet surround, et bien que la vision de l'intérieur du casque y contribue, le son procure une atmosphère particulière. Certains bruits de monstres sont menaçants et les armes font toujours le bruit attendu dans toutes les situations. Les musiques aident à mettre en scène le suspense, l'intensité, le calme ou la panique. Selon Mirabella, c'est la meilleure bande son sur GameCube. La musique est caractéristique de la série et ressemble notamment à celle de Super Metroid. Pour lui, les gros tambours, le piano, les chants, les riffs sinistres de guitare électrique et les effets synthétiques produisent une forte ambiance extraterrestre. Tous les bruitages de l'armure sont comme on pourrait se les imaginer. Electronic Gaming Monthly critique cependant la bande son dans son ensemble. Puyo critique lui aussi négativement la bande son, notamment les musiques qu'il ne trouve pas à la hauteur du reste du jeu. Dinowan juge les bruitages très réussis mais les musiques inégales.
Pour Mirabella et Kasavin, le son comme le viseur contribuent à l'immersion dans le jeu, notamment les jeux de lumières, la buée ou le reflet de Samus sur la visière intérieure, qui permettent de créer une ambiance particulière,. Dinowan partage cet avis et évoque un jeu très immersif, « essentiellement grâce au HUD qui donne franchement le sentiment de se trouver derrière le casque de Samus ». Il rajoute que le sentiment de solitude contribue à jouer un rôle dans l'immersion, le joueur n'ayant que pour lui son interface. Dinowan ressent l'errance dans des niveaux immenses, d'autant plus qu'aucun objectif précis n'est assigné. Pour lui, « l'angoisse est particulièrement bien soutenue par l'ambiance tant visuelle que sonore ». Electronic Gaming Monthly considère l'ambiance obsédante et captivante.

#### Critiques négatives du genre et du jeu
Les critiques décèlent certains défauts au genre comme au jeu, comme Kasavin pour qui la résurrection des ennemis quand le joueur revient dans une salle ou l'absence de blessure quand Samus chute enlèvent au réalisme, et qui regrette l'absence de narration et de mode multijoueur. Pour Mirabella, la résurrection des ennemis peut également sembler injuste parfois, d'autant plus que la difficulté augmente progressivement. Dinowan remarque l'obligation de repasser plusieurs fois aux mêmes endroits, ce qu'il signale comme un défaut, tout comme GamePro qui estime que les joueurs ne connaissant pas la licence pourraient trouver cela ennuyeux. C'est également un reproche que fait Kasavin, mais qui pondère ses propos en signalant que c'est un plaisir de repasser mieux armé dans les salles déjà visitées, et de combattre des ennemis devenus plus faciles à vaincre. Puyo considèrent la revisite des salles justifiée et que le « plaisir de la découverte et de la redécouverte est permanent, et c'est dans le fond ce qui fait toute la différence entre Metroid Prime » et un jeu classique. Dinowan et lui auraient apprécié trouver plus de séquences cinématiques pouvant amener l'histoire, au lieu d'être obligé d'analyser tout avec le viseur, ce qui peut devenir lassant,.

### Ventes
Metroid Prime se vend à plus de 2 millions d'exemplaires dans le monde, ce qui en fait une des meilleures ventes de jeu Nintendo sur la console GameCube. Il totalise environ 1,49 million d'unités écoulées aux États-Unis en juillet 2006, rapportant plus de 50 millions de dollars. Il se vend à 250 000 exemplaires pendant la première semaine d'exploitation en Amérique du Nord et se place notamment au deuxième rang des ventes en novembre 2002, avec 363 389 unités, derrière Grand Theft Auto: Vice City. Il se vend à 44 100 unités lors de la première semaine d'exploitation et se place au 6e rang des ventes au Japon, puis totalise finalement plus de 78 000 exemplaires vendus. Il se vend à plus de 250 000 exemplaires en Europe, rentrant dans la région PAL comme en Amérique du Nord, dans la collection Player's Choice.
La version Wii Nouvelle Façon de jouer ! de Metroid Prime  se classe uniquement à la 26e place du classement des meilleures ventes au Japon, « preuve du désintérêt général » selon Gamekult.

### Récompenses et distinctions
Metroid Prime reçoit de nombreux prix et figure dans plusieurs classements de meilleurs jeux vidéo.
En 2002, Metroid Prime est classé 2e meilleur jeu d'action, derrière Doom 3 qui reçoit le Game Critics Awards, après l'Electronic Entertainment Expo 2002. Game Informer le désigne Game of 2002. Lors de la cérémonie des 6e Interactive Achievement Awards de 2003, il reçoit l'Achievement Awards du Console First-Person Action Game of the Year (meilleur jeu d'action à la première personne de l'année sur console). Lors de la 3e Game Developers Conference en 2003, il reçoit le Game Developers Choice Awards du Game of the Year (meilleur jeu de l'année), et Retro Studios se voit décerner le titre d'Excellence in Level Design (excellence dans le level design), ainsi que le prix Rookie Studio of the Year (studio débutant de l'année). IGN le désigne Gamecube Game of the Year (jeu de l'année sur GameCube) et deuxième derrière Battlefield 1942, primé Game of the Year. Il est nommé Game of the Year et Editor's choice (jeux notés au-dessus de 9 sur 10 durant l'année ; il reçoit la meilleure note avec 9,7 sur 10) par GameSpot en 2002,. GameSpy le désigne Game of the Year en 2002. Il est nommé Game of the Year et Best Overall Game (meilleur de tous les jeux) en 2002 par Nintendo Power, ainsi que Best Game - Nintendo GameCube, Best Graphics - Nintendo GameCube, Best Sound - Nintendo GameCube,. Edge lui décerne le prix de Game of the Year, et Audio Achievement of the Year de l'année 2002. Electronic Gaming Monthly lui décerne le titre de Platinum Award et le nomme Game of the Year en 2002 et Consoles + lui remet la distinction Consoles + d'or en avril 2003. En septembre 2017, le site français jeuxvideo.com le classe 28e meilleur jeu de tous les temps.
Metroid Prime est régulièrement placé dans des classements de jeux. IGN le désigne 23e de son top 100 des meilleurs jeux de tous les temps en 2003, 24e en 2006, et meilleur jeu GameCube. Nintendo Power le place au 10e de son top 200 et le désigne 6e meilleur jeu des années 2000. GameSpy le désigne troisième meilleur jeu GameCube de tous les temps, derrière The Legend of Zelda: The Wind Waker et Resident Evil 4. Le magazine Video Games Underground le classe dans son top 10 des meilleurs jeu de l'année en novembre 2002. Wired le classe au 10e rang de son The 15 Most Influential Games of the Decade (les années 2000). Jeuxvideo.com le désigne 3e de son top 10 des meilleurs passages de la 2D à la 3D. Game Informer le classe au 85e rang de son top 200, à l'occasion de son numéro 200 paru en décembre 2009. À l'occasion de la sortie du jeuMetroid: Samus Returns le 15 septembre 2017, Pixel - Le Monde.fr réalise un classement des meilleurs jeux de la série Metroid, Metroid Prime est désigné 2e meilleur jeu.

## Postérité

### Renouveau de la série
Metroid Prime réinvente avec succès la franchise Metroid. Nintendo invente le terme first-person adventure — mariage du jeu de tir à la première personne et jeu d'aventure — pour désigner le jeu et évoque un nouveau genre,. Son succès fait pour la première fois de Metroid la franchise la plus importante de Nintendo. Selon le magazine GamesTM, la GameCube est alors synonyme de Metroid, beaucoup plus que Zelda ou Mario et sans aucun doute aidé par la perte de public de ces deux licences comme jamais cela avait été le cas auparavant. Il marque également un tournant, car c'est la première fois qu'un jeu Metroid n'est pas exclusivement développé par des Japonais, mais confié à une entreprise américaine, et qu'un jeu Metroid sort d'abord aux États-Unis, avant de sortir au Japon. Pourtant décrié par la communauté pendant son développement, il devient un classique dès sa sortie et reçoit d'excellentes notes de la presse spécialisée. Retro Studios et Nintendo ont su inventer un genre nouveau, en axant le gameplay d'un jeu de tir à la première personne sur l'exploration. Metroid Prime se démarque également d'un FPS classique (sur console) par ses contrôles, notamment l'usage du stick gauche uniquement, allié à une visée automatique, en lieu et place des habituels sticks doubles (un pour les déplacements et un pour viser).
Toutefois, Nintendo est si inquiet quant à l'avenir de la licence Metroid qu'elle décide de développer un jeu en 2D en interne, réalisé par le créateur historique Yoshio Sakamoto, respectant tous les marqueurs de la licence, et l'édite le même jour. Metroid: Fusion est un succès, mais reste une conversion de la franchise sur Game Boy Advance, comparé au succès phénoménal de la conversion de Retro Studios.
Comme les précédents jeux de la série, Metroid Prime n'évite pas le speedrunning, mais aussi le sequence breaking, dont il fait naître la technique,.

### Suites et adaptation en jeu vidéo
Metroid Prime, premier jeu de la trilogie débutant la série nommée Metroid Prime ou simplement Prime, connait donc deux suites directes réalisées par Retro Studios. Le premier jeu est Metroid Prime 2: Echoes, sorti en novembre 2004 sur GameCube, dans lequel Samus voyage vers la planète Ether et découvre qu'une météorite de phazon a créé un univers parallèle. L'ennemi principal de Samus est son double malveillant appelé Samus Sombre, qui se nourrit de l'énergie du phazon. Le troisième et dernier volet de la trilogie est Metroid Prime 3: Corruption, sorti en août 2007 sur la Wii. Samus est contaminé par le phazon après avoir été attaquée par Samus Sombre, qui a pris le commandement d'un groupe de Pirates de l'espace pour envoyer des graines de phazon (appelées Léviathans) pour corrompre des planètes. Le jeu marque des changements dans le gameplay en introduisant notamment le tir libre grâce à la Wiimote, qui remplace le verrouillage de cible, et un système de mises à jour d'armement, qui succède aux rayons interchangeables. Un quatrième épisode intitulé Metroid Prime 4 est annoncé lors de l'E3 2017.
Metroid Prime connait également plusieurs spin-off sur la console portable Nintendo DS. Metroid Prime Pinball, sorti en 2005, est une adaptation en jeu vidéo de flipper, dans lequel sont relatés les événements du jeu original. Metroid Prime Hunters, développé par Nintendo Software Technology, sort en mars 2006 en Amérique du Nord, puis en mai en Europe. L'histoire se déroule entre les événements des deux premiers jeux de la série. Samus part à la recherche d'un pouvoir ultime, tout en rivalisant avec six autres chasseurs de primes. Le jeu est plus centré sur l'aspect FPS et plus orienté vers l'action. Metroid Prime est également adapté sur Nintendo 3DS, avec un jeu sorti en août 2016 en Amérique du Nord et au Japon, et septembre dans la région PAL : Metroid Prime: Federation Force est un FPS en coopération, développé par Next Level Games et édité par Nintendo. Il met en scène les membres de la Fédération galactique et propose également un mode multijoueur de sport intitulé Metroid Prime: Blast Ball, opposant deux équipes de trois joueurs,.
Le jeu, comme ses suites, est republié sur Wii au Japon en février 2009 dans la gamme appelée Nouvelle Façon de jouer !. Il propose des graphismes améliorés au niveau des capacités de la Wii et des contrôles adaptés à la Wiimote et au Nunchuk. Dans le reste du monde, les versions remastérisées des jeux ressortent dans la compilation Metroid Prime: Trilogy en août 2009 en Amérique du Nord et en septembre 2009 en Europe. Elle comporte les trois jeux de la trilogie Metroid Prime en version améliorée (Nouvelle Façon de jouer !). La compilation permet également l'affichage du jeu en format 16/9 et les deux premiers jeux proposent le nouveau système de bonus à débloquer en remplissant certains objectifs apparu dans Corruption. La version Nouvelle Façon de jouer ! Metroid Prime incluse dans la compilation est disponible en téléchargement sur la console virtuelle de la Wii U depuis le 29 janvier 2015.
Une version remastérisée est annoncée lors du Nintendo Direct du 8 février 2023, pour une sortie le même jour en version dématérialisée sur le Nintendo eShop de la Nintendo Switch. Une version physique sort ensuite le 3 mars 2023.
Samus Aran et certains éléments de Metroid Prime apparaissent dans d'autres jeux, comme dans Super Smash Bros. Brawl, un jeu vidéo de combat développé par Sora et sorti en 2008 dans lequel la frégate Orphéon apparait en tant que terrain jouable.
Metroid Prime influence également divers FPS, tels que Geist ou Star Wars: Republic Commando.

### Adaptation au cinéma et en comic
Le renouveau de la licence permet d'envisager une adaptation au cinéma. En 2003, le projet d'un film mettant en scène l'univers de Metroid est lancé. Zide/Perry Productions, producteurs des films American Pie et Destination finale, achète les droits pour adapter la série de Nintendo au cinéma. Warren Zide et Craig Perry recherchent des scénaristes et un réalisateur pour mener le projet,. Aucun acteur n'est dévoilé, mais le scénario est calqué sur la trame de fond de Metroid, le premier jeu de la série. Cependant, les droits acquis par Zide/Perry expirent et le producteur perd les droits du film dès l'année suivante au profit de John Woo et son studio Tiger Hill studio, qui déclare à ce moment-là que le film sera basé sur les origines de Samus Aran et relatera ses combats contre Mother Brain,,. Lion Rock Productions est à la production jusqu'en 2006, où le projet de film est annulé et tourne au fiasco. Malgré des annonces contradictoires lancées avant l'E3 2004, Sakamoto déclare lors d'une interview que le film n'est pas en production. Tiger Hill studio, qui désire amener des idées complètement nouvelles, fait face à une tâche compliquée car d'abord Metroid est déjà inspiré de films et possède une histoire assez classique dans la science-fiction, mais l'entreprise est alors constamment aux prises avec des restrictions imposées par Nintendo, conséquence de l'échec critique et commercial cuisant du film Super Mario Bros.. Bien qu'un scénariste ait été engagé, le projet n'est pas allé plus loin que l'idée de base centrée sur le scénario du premier jeu de la série. Finalement, les droits obtenus par John Woo expirent en 2007, clôturant le projet de film sur la franchise.
Metroid Prime est adapté en comic book par Dark Horse Comics et Dreamweave et parait dans Nintendo Power de janvier à mars 2003. Cependant, les événements qui s'y déroulent prennent place après ceux de Super Metroid. L'approche utilisée lors de la conception est complètement différente des comics classiques. Dreamweave a essayé d'en faire une expérience équivalente à celle d'un film ou d'un jeu vidéo, mais également proposer au lecteur quelque chose qu'il ne trouve pas ailleurs.

### Manuel du jeu
1. 1 2 3  Nintendo, Metroid Prime : Mode d'emploi, Nintendo, 2002, 35 p., p. 4-7.

### Citations du jeu
1. ↑  Retro Studios, Nintendo. Metroid Prime (GameCube). Nintendo. 2002. Niveau/zone : Hall de connexion, Ruines Chozo - Météorite : « Un désastre nous a frappés de plein fouet. Le vague pressentiment que nous avions est devenu réalité. Une météorite apparue de nulle part est brusquement venue sur notre planète, emportant tout sur son passage. Une fois sa puissance destructrice entièrement éteinte, l'étoile déchue se consuma rapidement, et l'incident ne devrait déjà être qu'un souvenir… Mais un véritable fléau accompagnait la météorite : le Grand Poison, une énergie obscure farouchement avide de matière vivante. Telle une araignée qui tisse sa toile, cette étrange énergie négative recouvrit Tallon IV en une seule nuit. ».
2. ↑  Retro Studios, Nintendo. Metroid Prime (GameCube). Nintendo. 2002. Niveau/zone : Vestiges de la fontaine, Ruines Chozos - Ver : « Certains Chozos ont acquis le don de voyance. Tandis que notre relation avec l'Univers est de plus en plus harmonieuse, nous constatons que notre peuple compte désormais de nombreux prophètes. Nous entrevoyons l'avenir dans les ondulations de l'eau et nous entendons l'arrivée des jours prochains dans le souffle du vent. Bien que ce don de voyance soit fort estimable, la plupart de nos visions sont lugubres. La prophétie la plus effrayante et la plus récurrente annonce la venue du Ver. Né de parasites élevés dans un cocon empoisonné, le Ver se développe, dévorant notre monde de l'intérieur jusqu'à sa destruction. Évidemment, toutes les prophéties ne se réalisent pas forcément, mais ce mauvais présage nous angoisse profondément. ».
3. ↑  Retro Studios, Nintendo. Metroid Prime (GameCube). Nintendo. 2002. Niveau/zone : Chambre forte, Ruines Chozos - Monogramme : « Tandis que le Grand Poison se propage dans les profondeurs de la planète, nous, Chozos, commençons à sombrer dans le désespoir. Nous devons absolument entreprendre quelque chose avant qu'il ne soit trop tard. Un temple destiné à contenir ce mal obscur est en cours de construction. Le centre de cet édifice renfermera un monogramme, un verrou mystique que seule la réunion de douze artefacts pourra ouvrir. Il contiendra autant de pouvoir que nous, Chozos, pourrons en générer. Hélas, nombreuses sont les incertitudes qui demeurent. Parviendrons-nous à terminer ce temple à temps ? Cet édifice et son monogramme seront-ils suffisamment puissants pour contenir les courants empoisonnés qui menacent notre terre ? ».
4. 1 2  Retro Studios, Nintendo. Metroid Prime (GameCube). Nintendo. 2002. Niveau/zone : Combat final contre Metroid Prime.

### Sources externes
- (en) Cet article est partiellement ou en totalité issu de l’article de Wikipédia en anglais intitulé « Metroid Prime » (voir la liste des auteurs).

1. 1 2 3 4 5 6  « Metroid Prime - Page d'accueil », sur Gamekult.
2. 1 2 3  « Metroid Prime: Trilogy - Page d'accueil », sur Gamekult.
3. 1 2 3 4 5 6 7 8 9 10 11 12  « Test Metroid Prime sur NGC », sur Gamekult, 19 mars 2003.
4. 1 2 3 4  (en) Rus McLaughlin, « IGN Presents The History of Metroid », sur IGN, 24 août 2007.
5. 1 2  (en) Fran Mirabella, « Metroid Prime review », sur IGN, 11 novembre 2002.
6. 1 2 3 4 5 6 7 8 9  Williamoïd, « Spécial Metroid Prime », Nintendo, le magazine officiel, no 10,‎ mars 2003, p. 48-54.
7. 1 2 3  (en) GameSpot Staff, « Metroid Prime Walkthrough », sur GameSpot, 18 janvier 2006.
8. 1 2 3 4 5 6 7 8 9 10 11 12 13 14 15  (en) Greg Kasavin, « Metroid Prime Review », sur GameSpot, 15 novembre 2002.
9. ↑  (en) Giancarlo Varanini et Ricardo Torres, « Metroid Prime impressions », sur GameSpot, 28 janvier 2005.
10. 1 2 3  (en) « The History of Metroid », sur GameSpot.
11. 1 2 3  (en) « Metroid Primer », Electronic Gaming Monthly, no 157,‎ août 2002, p. 110-112.
12. 1 2 3  Williamoïd, « Metroid Prime », Nintendo, le magazine officiel, no 10,‎ mars 2003, p. 100-101.
13. 1 2  Dinowan, « First Person Metroid - Dossier : Metroid Prime », sur Jeuxvideo.com, 13 février 2003.
14. 1 2 3  (en) « Metroid Prime », NGC Magazine, no 70,‎ août 2002, p. 14-19.
15. 1 2 3  (en) Bryan Williams, « Metroid Prime review », sur GameSpy, 19 novembre 2002.
16. 1 2  (en) Jake Shapiro, « Rebooting Samus: The relationship between East and West in game design, through Metroid Prime », sur Gamasutra, 28 octobre 2012.
17. ↑  (en) « Preplay: Metroid Prime », Nintendo Official Magazine, no 126,‎ mars 2003, p. 40.
18. 1 2 3  (en) « Metroid Prime », Nintendo Power, no 162,‎ novembre 2002, p. 36-40.
19. 1 2 3 4 5 6 7 8 9 10  (en) Fran Mirabella, « Metroid Prime Review », sur IGN, 11 novembre 2002.
20. ↑  (en) John Harris, « Game Design Essentials: 20 Open World Games », sur Gamasutra, 26 septembre 2007.
21. 1 2 3  (en) « Metroid Prime », NGC Magazine, no 76,‎ janvier 2003, p. 36-45.
22. 1 2 3 4  (en) « Metroid Prime », NGC Magazine, no 79,‎ avril 2003, p. 30-37.
23. ↑  Dagdag, « Metroid ne sera pas jouable à l'E3 », sur Gamekult, 14 mai 2001.
24. ↑  La Rédac, « Metroid, un jeu à part entière sur NGC ? », sur Gamekult, 24 actobre 2000.
25. ↑  (en) Matt Casamassina, Fran Mirabella et Peer Schneider, « The Ultimate GameCube Preview Guide », sur IGN, 2 mai 2001.
26. ↑  (en) « News Archives: 1996–1999 », sur Metroid Database.
27. ↑  (en) Yutaka Ohbuchi, « Nintendo Denies Metroid 64? », sur GameSpot, 27 avril 2000.
28. ↑  (en) IGN Staff, « One Ticket to Zebes, Please », sur IGN, 18 mars 1999.
29. 1 2 3 4 5 6 7  (en) « Metroid Prime Roundtable QA », sur IGN, 15 novembre 2002.
30. ↑  (en) « Yoshio Sakamoto discusses Metroid 64, Metroid Dread and the 3DS », GamesTM, no 100,‎ août 2010 (lire en ligne).
31. 1 2 3 4  (en) Raymond Padilla, « The Road to Metroid Prime », sur GameSpy, 12 novembre 2002.
32. 1 2 3  (en) Kenneth Kyle Wade, « N-Sider.com: A Retrospective: The Story of Retro Studios », sur N-sider, 17 décembre 2004.
33. 1 2 3 4 5 6 7 8 9 10 11 12 13  (en) « MIGS 2007: Retro Studios On The Journey Of Metroid Prime », sur Gamasutra, 27 novembre 2007.
34. 1 2 3 4 5 6 7  (en) « Metroid Primed », sur The Escapist, 4 avril 2006.
35. 1 2 3 4 5 6 7 8 9  (en) Matt Casamassina, « A Space Bounty Hunter in Texas », sur IGN, 28 août 2009.
36. 1 2  (en) « Exclusive: Metroid designer Yoshio Sakamoto speaks! », sur ComputerAndVideoGames.com, 1er septembre 2003.
37. 1 2 3 4 5  (en) Edge Staff, « INTERVIEW: Retro Studios », sur Edge, 26 décembre 2007.
38. ↑  (en) IGN Staff, « Raven Blade Killed, Retro Lays off 26 », sur IGN, 19 juillet 2001.
39. 1 2  (en) « Metroid Prime », GameNow, no 15,‎ janvier 2003 (lire en ligne).
40. 1 2 3 4  (ja) Nintendo, « Interview - Retro Studios », sur Metroid.jp, mars 2003.
41. 1 2  (en) Stephen Totilo, « Metroid Prime Team Discusses Their Decade Of Samus, Ponders Series Future », sur Kotaku, 21 septembre 2009.
42. 1 2  (en) Jeremy Parish, « Metroid Prime Vs. Fusion: How a Team of Texans Out-Nintendoed Nintendo », sur 1UP.com, 2012.
43. 1 2 3  (en) GamesTM, « Behind The Scenes: Metroid Prime », sur GamesTM, 31 août 2011.
44. ↑  (en) « The Complete History Of Metroid », Retro Gamer, no 65,‎ juillet 2009, p. 26-33.
45. ↑  (en) Nathan Brown, « Retro Studios “Thinks Like Nintendo” », sur Edge, 5 avril 2011.
46. 1 2  (en) Steven Totilo, « Retro Studios Answers The Dreaded "Metroid Dread" Question — And Other "Prime" Exclusives », sur MTV.com, 26 septembre 2007.
47. ↑  (en) Kenneth Kyle Wade, « Team Metroid Prime », sur N-sider, 12 juin 2004.
48. 1 2  (en) N-sider Staff, « Metroid Prime development », sur N-sider.
49. ↑  (en) IGN Staff, « Retro Inadvertently Confirms Metroid », sur IGN, 21 novembre 2000.
50. 1 2  (en) IGN Staff, « Metroid a First Person Adventure? », sur IGN, 23 février 2001.
51. ↑  (en) Joe Fielder, « E3 2001: First look at Metroid Prime », sur GameSpot, 17 mai 2001.
52. ↑  (en) Shahed Ahmed, « Metroid Prime development update », sur GameSpot, 17 août 2001.
53. ↑  (en) Pete Deol, « No Metroid For You », sur N-sider, 19 février 2001.
54. ↑  (en) IGN Staff, « Metroid Prime: Four New Levels », sur IGN, 22 août 2002.
55. ↑  (en) Jayson Napolitano, « Interview with Metroid Prime 3: Corruption Sound Team at Retro Studios and Composer Kenji Yamamoto », sur Music4Games, 5 octobre 2007.
56. 1 2 3  (en) GamesTM, « The History of Metroid », GamesTM, no 53,‎ janvier 2007.
57. ↑  (en) IGN Staff, « Spaceworld 2001: Metroid Prime Progress Report », sur IGN, 22 août 2001.
58. ↑  (en) Tommy Tallarico, « Credits — Metroid Prime », sur Tallarico.com.
59. 1 2  (en) « Metroid Prime & Fusion Original Soundtracks », sur Square Enix Music Online.
60. 1 2  (en) « Metroid Prime, Fusion connection revealed », sur GameSpot, 25 octobre 2002.
61. ↑  (en) Cassidee Moser, « Super Metroid Was Almost Hidden in Metroid Prime », sur IGN, 26 mai 2015.
62. 1 2  Rédaction, « Grosse campagne pour Metroid Prime », sur Jeuxvideo.com, 25 février 2003.
63. ↑  Trunks, « Metroid Prime fait sa pub », sur Gamekult, 24 octobre 2002.
64. ↑  Rédaction, « Bundle Metroid Prime aux US », sur Jeuxvideo.com, 4 août 2004.
65. ↑  Trunks, « La gamme budget GameCube s'agrandit », sur Gamekult, 3 octobre 2003.
66. ↑  Trunks, « US : la gamme Player's Choice s'agrandit », sur Gamekult, 17 mars 2004.
67. 1 2 3  Consoles +, « Metroid Prime », Consoles +, no 135,‎ avril 2003, p. 96-97.
68. ↑  (en) Edge, « Metroid Prime Review », Edge, no 119,‎ janvier 2003, p. 78-81 (lire en ligne).
69. 1 2 3 4  (en) « Metroid Prime », Electronic Gaming Monthly, no 162,‎ janvier 2003, p. 184-186 (lire en ligne).
70. 1 2  (en) « Metroid Prime Review », Game Informer, no 117,‎ janvier 2003 (lire en ligne).
71. 1 2 3  (en) Thed-PadDestroyer, « Review: Metroid Prime for GameCube », sur GamePro, 15 novembre 2002.
72. ↑  (en) GamesTM, « Metroid Prime », GamesTM, no 2,‎ janvier 2003, p. 96-99.
73. ↑  Vincent Oms, « Test - Metroid Prime », Jeux vidéo Magazine, no 30,‎ mars 2003, p. 72-76.
74. ↑  (en) « Now Playing - Metroid Prime », Nintendo Power, no 163,‎ décembre 2002, p. 210.
75. ↑  (en) Electric Playground, « Game Cube - Metroid Prime - Review », sur Electric Playground, janvier 2003.
76. ↑  (en) Kristan Reed, « Metroid Prime », sur Eurogamer, 21 mars 2003.
77. ↑  (en) Johnny_Liu, « Metroid Prime Review », sur Game Revolution, 1er novembre 2002.
78. ↑  (en) Bryn Williams, « Metroid Prime », sur GameSpy, 19 novembre 2002.
79. 1 2 3 4 5 6 7 8 9 10 11 12  Dinowan, « Test Metroid Prime sur NGC », sur Jeuxvideo.com, 20 mzrs 2003.
80. 1 2  (en) « Metroid Prime », sur Metacritic, 1er juillet 2016.
81. ↑  « Browse and Search Games - Best to worst », sur GameRankings, 1er juillet 2016.
82. ↑  (en) « All GameCube Video Game Releases », sur Metacritic, 1er juillet 2016.
83. ↑  (en) « Best video game rating all the time », sur Metacritic, 1er juillet 2016.
84. ↑  (en) « US Platinum Videogame Chart », sur The-Magicbox.
85. ↑  (en) Colin Campbell et Joe Keiser, « The Top 100 Games of the 21st Century: 39–30 », sur Edge, 29 juillet 2006.
86. ↑  (en) « Metroid Prime Sales Top Quarter Million », sur IGN, 27 novembre 2002.
87. ↑  Puyo, « Charts US du mois de novembre », sur Gamekult, 16 décembre 2002.
88. ↑  (en) Justin Calvert, « November video game sales », sur GameSpot, 17 décembre 2002.
89. ↑  Puyo, « Charts Japon, Dynasty Warriors 4 en haut », sur Gamekult, 6 mars 2003.
90. ↑  (en) « Japan GameCube charts », sur Japan Game Charts.
91. ↑  (en) « New Player's Choice titles! », sur N-europe, 3 octobre 2003.
92. ↑  Puyo, « Charts Japon : le tsunami Star Ocean », sur Gamekult, 17 mars 2004.
93. ↑  Poischich, « E3 : les résultats officiels », sur Gamekult, 19 juin 2002.
94. ↑  (en) « 6th Annual Interactive Achievement Awards », sur Academy of Interactive Arts & Sciences.
95. ↑  (en) « Game Developers Choice Online Awards - 3rd Annual GDCA », sur Gamechoiceawards.com.
96. ↑  (en) « Best GameCube Game of 2002 », sur IGN, 17 janvier 2003.
97. ↑  (en) « 2002 Overall Game of the Year », sur IGN, 23 janvier 2003.
98. ↑  (en) « GameSpot's Best and Worst of 2002: Game of the Year », sur GameSpot.
99. ↑  (en) « GameSpot Editors's Choice Award », sur GameSpot.
100. ↑  (en) « Game of the Year 2002 », sur GameSpy.
101. ↑  (en) « Nintendo Power's Best of 2002 », Nintendo Power, no 167,‎ avril 2003.
102. ↑  (en) « 2002 Nintendo Power Awards », Nintendo Power, no 168,‎ mai 2003, p. 100-107.
103. ↑  (en) « Edge Awards », Edge, no 123,‎ mai 2003, p. 53-65.
104. ↑  (en) « EGM Awards of the Year », Electronic Gaming Monthly, no 162,‎ janvier 2003.
105. ↑  « Top 100 des meilleurs jeux de tous les temps », jeuxvideo.com, 10 septembre 2017.
106. ↑  (en) « IGN's top 100 games of all time », sur IGN, 2003.
107. ↑  (en) « IGN's top 100 games of all time », sur IGN, 2006.
108. ↑  (en) « The Top 25 GameCube Games of All Time », sur IGN, 16 mars 2007.
109. ↑  (en) « Top 200 », Nintendo Power, no 200,‎ février 2006, p. 58-66.
110. ↑  (en) « The Best of the Decade », Nintendo Power, no 252,‎ mars 2010.
111. ↑  (en) « Top 25 GameCube Games of All-Time - #3: Metroid Prime », sur GameSpy, 12 août 2005.
112. ↑  (en) « GameCube Top 10 », Video Games Underground, no 4,‎ novembre 2002.
113. ↑  (en) Chris Kohler, « The 15 Most Influential Games of the Decade », sur Wired, 24 décembre 2009.
114. ↑  « Chronique vidéo Chronique : Top 10 des meilleurs passages de la 2D à la 3D », sur Jeuxvideo.com, 6 juillet 2016.
115. ↑  (en) « Cover Story: The Top 200 Games Of All Time », Game Informer, no 200,‎ décembre 2009.
116. ↑  William Audureau, « Jeux vidéo : quel est le classement des meilleurs « Metroid » ? », Pixel - Le Monde.fr, 13 septembre 2017.
117. ↑  (en) Dan Whitehead, « The History of Metroid », sur Eurogamer, 25 octobre 2007.
118. ↑  Anagund, « Concepts et innovations - Dossier : La série Metroid », sur Jeuxvideo.com, 8 mars 2010.
119. ↑  (en) Kat Bailey, « How Nintendo Embraced Screening with Metroid: Zero Mission », sur US Gamer, 15 janvier 2016.
120. ↑  Dinowan, « Test Metroid Prime 2: Echoes », sur Jeuxvideo.com, 23 novembre 2004.
121. ↑  Romendil, « Test Metroid Prime 3: Corruption », sur Jeuxvideo.com, 26 octobre 2007.
122. ↑  (en) Kevin VanOrd, « Metroid Prime 3: Corruption review », sur GameSpot, 27 aout 2007.
123. ↑  « E3 2017 : Nintendo annonce Metroid Prime 4 sur Nintendo Switch », sur Jeuxvideo.com, 13 juin 2017.
124. ↑  Romendil, « Test Metroid Prime Pinball », sur Jeuxvideo.com, 21 juin 2007.
125. ↑  (en) Bob Colayco, « Metroid Prime: Hunters review », sur GameSpot, 23 mars 2006.
126. ↑  (en) Samuel Claiborn, « E3 2015: Metroid Prime: Federation Force is E3's Biggest Tease », sur IGN, 16 juin 2015.
127. ↑  Mrhillidan, « Metroid Prime : Federation Force sortira ce printemps aux USA », sur Jeuxvideo.com, 12 avril 2016.
128. ↑  Rédaction, « Images de Metroid Prime », sur Jeuxvideo.com, 19 février 2009.
129. ↑  boulapoire, « Une compilation Metroid Prime aux USA », sur Gamekult, 25 mai 2009.
130. ↑  boulapoire, « Wii U : les jeux Wii en téléchargement », sur Gamekult, 14 janvier 2015.
131. ↑  « Metroid Prime Remastered : la saga est enfin de retour sur Nintendo Switch ! », sur jeuxvideo.com, 9 février 2023 (consulté le 9 février 2023).
132. ↑  (en) « Frigate Orpheon », sur Smashbros.com, 18 décembre 2007.
133. ↑  (en) Christian Nutt, « Geist interview », sur GameSpy, 12 août 2005.
134. ↑  (en) Bob Colayco, « Star Wars: Republic Commando review », sur GameSpot, 25 février 2005.
135. ↑  Claude Brodesser, « Zide/Perry snags 'Metroid' pic rights », sur Variety, 21 janvier 2003.
136. ↑  (en) Giancarlo Varanini, « Metroid movie in the works? », sur GameSpot, 22 janvier 2003.
137. 1 2  (en) Brian Linder, « Metroid Primed for Big Screen », sur IGN, 22 janvier 2003.
138. ↑  (en) Brian Linder, « Woo Woos Metroid », sur IGN, 7 avril 2004.
139. ↑  Justin Calvert, « John Woo options Metroid movie », sur GameSpot, 7 avril 2004.
140. ↑  (en) Puyo, « John Woo pour le film Metroid », sur Gamekult, 7 avril 2004.
141. ↑  (en) GameSpot Staff, « Metroid movie in limbo », sur GameSpot, 23 août 2004.
142. ↑  (en) Peer Schneider, « Whatever Happened to the Metroid Movie? - IGN », sur IGN, 28 décembre 2012.
143. ↑  (en) Nintendo Power, Dark Horse Comics, Dreamweave, « Metroid Prime », Nintendo Power, nos 164 à 166,‎ janvier à mars 2003.